# Les Andelys
Les Andelys je naselje in občina v severozahodni francoski regiji Zgornji Normandiji, podprefektura departmaja Eure. Naselje je leta 2008 imelo 8.253 prebivalcev.

## Geografija
Naselje leži v pokrajini Normandiji na okljuku reke Sene, 85 km severozahodno od Pariza in 35 km jugovzhodno od Rouena. Sestavljeno je iz dveh delov: Le Grand Andely in Le Petit Andely.

## Uprava
Les Andelys je sedež istoimenskega kantona, v katerega so poleg njegove vključene še občine Boisemont, Bouafles, Corny, Courcelles-sur-Seine, Cuverville, Daubeuf-près-Vatteville, Fresne-l'Archevêque, Guiseniers, Harquency, Hennezis, Heuqueville, Muids, Notre-Dame-de-l'Isle, Port-Mort, La Roquette, Suzay, Le Thuit, Vatteville in Vézillon z 18.020 prebivalci.
Naselje je prav tako sedež okrožja, v katerem se nahajajo kantoni Andelys, Écos, Étrépagny, Fleury-sur-Andelle, Gaillon, Gaillon-Campagne, Gisors, Louviers-Jug/Sever, Lyons-la-Forêt, Pont-de-l'Arche in Val-de-Reuil s 135.740 prebivalci.

## Zanimivosti
- Srednjeveški grad Château Gaillard je francoski zgodovinski spomenik, zgrajen pod angleškim kraljem Rihardom Levjesrčnim in njegovim naslednikom Ivanom brez dežele, konec 12. stoletja. Po dolgotrajnem obleganju ga je v letu 1203 zasedel francoski kralj Filip Avgust. V času druge vojne za škotsko neodvisnost leta 1333 se je na grad zatekel škotski kralj David II., na katerem je z dovoljenjem Filipa VI. prebival vse do njegove vrnitve na Škotsko v letu 1341. Z izgubo kakršnekoli strateške vrednosti je bil grad po štirih stoletjih, za časa Henrika IV., opuščen.
- Notredamska cerkev.

## Pobratena mesta
- Harsewinkel (Severno Porenje - Vestfalija, Nemčija);